# Giuseppe Caire
Giuseppe Caire (* 1965 in Turin) ist ein italienischer Nachrichtentechniker und Inhaber des Communications and Information Theory Chair an der Technischen Universität Berlin.

## Leben
Caire studierte Nachrichtentechnik am Polytechnikum in Turin mit dem Bachelor-Abschluss 1990 und an der Princeton University mit dem Master-Abschluss 1992. Er wurde 1994 am Polytechnikum in Turin promoviert und forschte als Post-Doktorand für die ESA am ESTEC in Noordwijk. Danach war er Assistenzprofessor am Polytechnikum in Turin, Dozent an der Universität Parma und Professor am Institut für Mobile Kommunikation des Institut Eurécom in Sophia-Antipolis. 2005 wurde er Professor an der Viterbi School of Engineering der University of Southern California. 2014 trat er eine Humboldt-Professur an der TU Berlin an. Dort wirkt er auch am Fraunhofer-Institut für Nachrichtentechnik (Heinrich-Hertz-Institut). Seit 2020 ist er Principal Scientist am Berlin Institute for the Foundations of Learning and Data (BIFOLD).
Er entwickelte unter anderem Verfahren der Codierten Modulation (Bi-Interleaved Coded Modulation, BICM), die breite Anwendung in der drahtlosen Kommunikation fanden (Wifi, Mobilfunk u. a.).
1998 bis 2001 war er Mitherausgeber der IEEE Transactions on Communications und 2001 bis 2003 der IEEE Transactions on Information Theory. 2011 war er Präsident der IEEE Informations Theory Society.

## Auszeichnungen (Auswahl)
Clarivate Highly Cited Researcher auf dem Gebiet Informatik 2014, 2018, 2019, 2020, 2021 und 2022.
- 2005 IEEE Fellow
- 2014 Alexander von Humboldt Professur
- 2015 Vodafone Innovationspreises
- 2017 ERC Advanced Grant vom Europäischen Forschungsrat[6][7]
- 2021 Gottfried Wilhelm Leibniz-Preis[8][9]
- 2022 Mitglied der Berlin-Brandenburgischen Akademie der Wissenschaften[10]
- 2024 Mitglied der Nationalen Akademie der Wissenschaften Leopoldina[11]

## Schriften (Auswahl)
- mit Giorgio Taricco, Ezio Biglieri: Bit-interleaved coded modulation, IEEE Transactions on Information Theory, Band 44, 1998, S. 927–946
- mit G. Taricco, E. Biglieri: Optimum power control over fading channels, IEEE Transactions on Information Theory, Band 45, 1999, S. 1468–1489
- mit S. Shamai: On the achievable throughput of a multiantenna Gaussian broadcast channel, IEEE Transactions on Information Theory, Band 49, 2003, S. 1691–1706
- mit M. O. Damen. H. El Gamal: On maximum-likelihood detection and the search for the closest lattice point, IEEE Transactions on Information Theory, Band 49, 2003, S. 2389–2402
- mit Albert Guillén i Fàbregas, Alfonso Martinez: Bit Interleaved Coded Modulation, Boston, Now Publ. 2008